# Đại Công quốc Oldenburg
Đại Công quốc Oldenburg (tiếng Đức: Großherzogtum Oldenburg, còn được gọi là Holstein-Oldenburg) là một đại công quốc trong Liên minh Đức, Liên bang Bắc Đức và Đế quốc Đức bao gồm ba lãnh thổ tách biệt rộng lớn: Oldenburg, Eutin và Birkenfeld. Nó xếp thứ mười trong số các bang của Đức và có một phiếu bầu trong Thượng viện và ba thành viên trong Reichstag.
Gia tộc quân chủ của nó, Vương tộc Oldenburg, cũng đã từng giữ các ngôi vị cai trị ở Đan Mạch, Na Uy, Thụy Điển, Hy Lạp và Nga. Những người thừa kế thuộc dòng thứ của nhánh Hy Lạp, thông qua Philip, Vương tế Anh, được xếp vào hàng kế vị ngai vàng của Vương quốc Anh và các vương quốc Khối thịnh vượng chung khác sau Nữ hoàng Elizabeth II.
Như các vương tộc Đức khác, nhánh cai trị Oldenburg giữ các tước vị Công tước (sau thành Đại công tước), là nhánh Vương tộc Holstein-Oldenburg với tất cả các nhánh dòng thứ của mình.

## Lịch sử
Bá tước đầu tiên được biết đến của Oldenburg là Elimar I (chết năm 1108). Hậu duệ của Elimar thường được ghi nhận như các lãnh chúa chư hầu, mặc dù đôi khi là kẻ nổi loạn, của các công tước xứ Sachsen; nhưng họ đã có được phẩm tước vương hầu khi hoàng đế Frederick I bãi bỏ công quốc Saxon vào năm 1180. Vào thời điểm này, địa hạt Delmenhorst là một phần của bá quốc Oldenburg, nhưng sau đó nó đã được tách ra thành một bá quốc chưa hầu trong một số trường hợp để tạo thành vây cánh ủng hộ cho các dòng thứ của gia tộc. Các trường hợp nhhư vậy đã diễn ra từ năm 1262 đến 1447, giữa 1463 và 1547, và giữa 1577 và 1617.
Trong đầu thế kỷ 13, các bá tước đã tiến hành một loạt các cuộc chiến tranh với các vương công Frisia độc lập hoặc bán độc lập ở phía bắc và phía tây của bá quốc, dẫn đến việc lãnh thổ Oldenburg được mở rộng dần dần. Thành phố Bremen tự do của Bremen và giáo phận vương quyền Münster cũng thường xuyên xảy ra chiến tranh với các lãnh chúa Oldenburg.
Năm 1440, Christian kế vị cha mình là Dietrich, được gọi là Fortunatus, với tư cách là Bá tước Oldenburg. Năm 1448, Christian được bầu làm vua Đan Mạch với tên hiệu Christian I, một phần dựa trên huyết thống của mẹ ông từ các vị vua Đan Mạch trước đó. Mặc dù cách xa biên giới Đan Mạch, Oldenburg bây giờ là một lãnh thổ hải ngoại của Đan Mạch. Quyền cai trị lãnh địa được giao cho anh em nhà vua, những người đã thiết lập một triều đại chuyên chế ngắn ngủi.
Năm 1450, Christian trở thành vua của Na Uy và năm 1457, vua của Thụy Điển. Năm 1460, ông thừa kế Công quốc Schleswig và Bá quốc Holstein, một sự kiện có tầm quan trọng cao đối với lịch sử tương lai của Oldenburg. Năm 1454, ông giao Oldenburg cho anh trai mình là Gerhard (khoảng 1430–99), một người có tính cách hung hãn, thường xuyên xung đột với các giám mục vương quyền Bremen và các lãnh địa láng giềng khác. Năm 1483, Gerhard buộc phải thoái vị để ủng hộ các con trai của mình, và ông qua đời khi đang hành hương ở Tây Ban Nha.
Đầu thế kỷ 16, Oldenburg một lần nữa được mở rộng với các lãnh địa của người Frisia. Thần học Luther được truyền bá vào lãnh địa bởi Anthony I (1505–73, r. from 1529), người cũng đã đàn áp các tu viện; tuy nhiên, ông vẫn trung thành với Hoàng đế Karl V trong Chiến tranh Schmalkaldic, và do đó, ông đã có thể mở rộng lãnh thổ của mình, giành được Delmenhorst vào năm 1547. Một trong những anh trai của Anthony, Christopher (khoảng 1506–1560), đã có được một số danh tiếng với tư cách một chiến binh.
Cháu trai của Anthony, Anthony Günther (1583–1667), người kế vị năm 1603, tự coi mình là vương công khôn ngoan nhất từng cai trị Oldenburg. Vốn lãnh địa Jever đã được mua lại trước khi ông trở thành bá tước, nhưng vào năm 1624, ông lại sát nhập thêm Kniphausen và Varel vào lãnh địa của mình, và vào năm 1647, Delmenhorst cuối cùng đã được sát nhập. Bằng sự trung lập của mình trong Chiến tranh Ba Mươi Năm và bằng cách tặng những con ngựa có giá trị cho Bá tước Tilly, Anthony Günther đã đảm bảo cho quyền cai trị của mình tránh bị công kích, điều mà gần như tất cả các lãnh địa khác của Đức đều bị. Ông cũng nhận được từ hoàng đế quyền thu thuế quan đối với các tàu thuyền đi dọc theo sông Weser, một khoản tài chính béo bở cho tài sản của ông. Năm 1607, ông đã cho thành lập học viện Phục hưng. Sau cái chết của Anthony Günther, Oldenburg lại nằm dưới quyền cai trị của Đan Mạch.
Năm 1773, Christian VII của Đan Mạch nhượng Oldenburg cho Ekaterina của Nga để đổi lấy phần thừa kế của con trai và người kế vị của bà, Pavel, lãnh địa Công quốc Holstein và những yêu sách của ông đối với quyền cai trị Công quốc Schleswig; Oldenburg được chuyển cho Frederick August, Giám quản Giáo phận vương quyền Lübeck, đại diện của một nhánh thứ của vương tộc, và vào năm 1777, địa hạt được nâng lên cấp công quốc. Con trai của công tước William, người kế vị cha mình vào năm 1785, là một người thiểu năng trí tuệ, và người anh họ của ông là Peter, Giám quản Giáo phận vương quyền Lübeck, làm nhiếp chính và cuối cùng, vào năm 1823, thừa kế ngôi vị, dẫn đến các lãnh địa Lübeck và Oldenburg hình thành liên minh cá nhân.
Theo Hòa giải Đức năm 1803, Oldenburg mua lại các lãnh địa giáo phận vương quyền Oldenburg Münsterland và Lübeck. Từ năm 1810 đến năm 1814, Oldenburg bị chiếm đóng bởi các cuộc chiến tranh của Napoléon. Việc sáp nhập lãnh địa này vào Đế chế Pháp năm 1810 là một trong những nguyên nhân dẫn đến rạn nứt ngoại giao giữa các đồng minh cũ là Pháp và Nga, và tranh chấp dẫn đến chiến tranh vào năm 1812, cuối cùng dẫn đến sự sụp đổ của Napoléon.

### Các cuộc cách mạng Châu Âu
Oldenburg không hoàn toàn thoát khỏi cuộc Cách mạng năm 1848 quét qua châu Âu, nhưng không có xáo trộn nghiêm trọng nào diễn ra. Năm 1849, Augustus đã ban hành một hiến pháp có tính cách rất tự do cho thần dân của mình. Cho đến thời điểm đó, lãnh địa của ông đã được cai trị theo tinh thần chuyên chế khai sáng, vốn đã được củng cố bởi sự thiếu vắng của một giai cấp quý tộc đặc quyền, sự độc lập tương đối của tầng lớp nông dân và tầm quan trọng của các thị trấn; do đó, những va chạm nhất định là không thể tránh khỏi. Năm 1852, một số sửa đổi đã được đưa vào hiến pháp, nhưng nó vẫn là một trong những sửa đổi tiến bộ nhất trong Liên minh Đức. Những thay đổi quan trọng đã được thực hiện trong hệ thống hành chính vào năm 1855 và một lần nữa vào năm 1868, và sự giám sát của chính phủ đối với các công việc của nhà thờ được ra lệnh theo luật năm 1863. Năm 1863, Peter II, người đã cai trị kể từ cái chết của cha ông Augustus năm 1853, có vẻ nghiêng về để đưa ra yêu sách đối với các công quốc Schleswig và Holstein đang khuyết vị, nhưng cuối cùng vào năm 1867, ông từ bỏ điều này để ủng hộ Vương quốc Phổ và nhận được một số khoản bồi thường nhẹ. Năm 1866, ông đứng về phía Phổ chống lại Đế quốc Áo trong Chiến tranh Bảy Tuần và gia nhập Liên bang Bắc Đức. Năm 1871, đại công quốc trở thành một bang của Đế quốc Đức.

## Hình ảnh

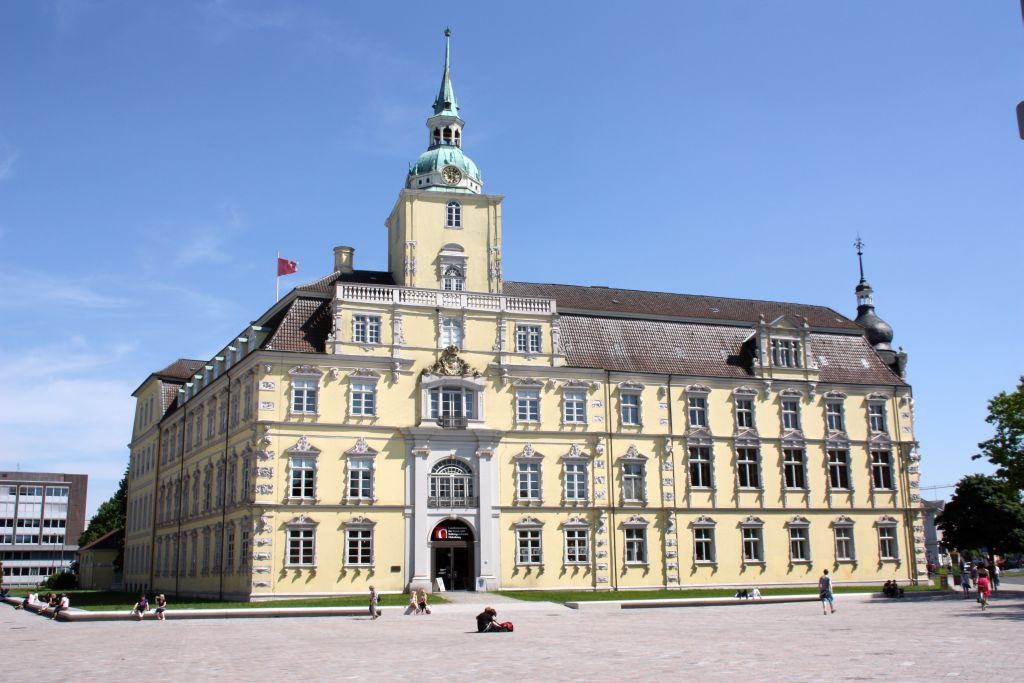
Lâu đài Oldenburg
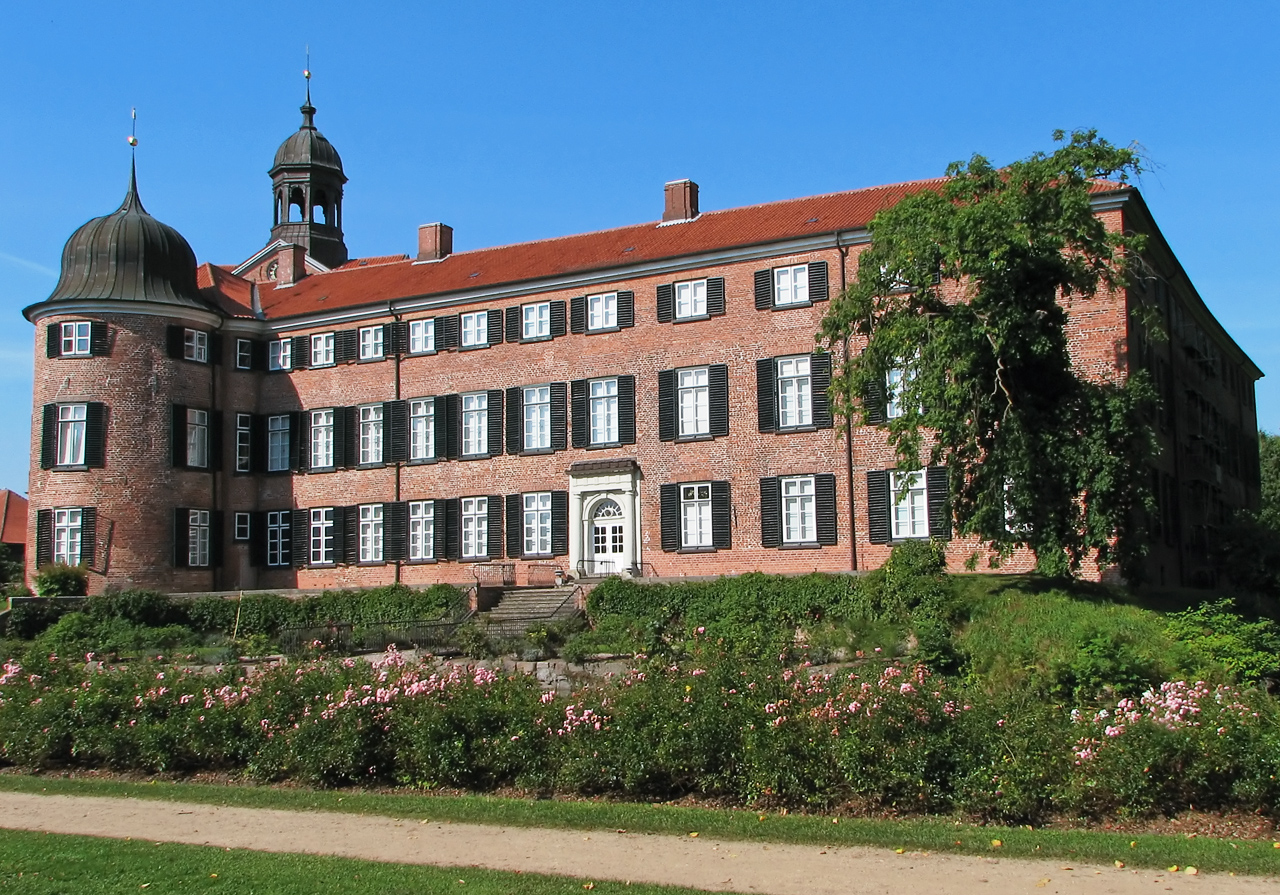
Lâu đài Eutin
Gia huy của Đại công tước

### Trích dẫn
- Bài viết này bao gồm văn bản từ một ấn phẩm hiện thời trong phạm vi công cộng: Chisholm, Hugh, biên tập (1911). "Oldenburg". Encyclopædia Britannica. Quyển 20 (ấn bản thứ 11). Cambridge University Press. tr. 71–72.